# Nikkeby
Nikkeby est une localité du comté de Troms, en Norvège.

## Géographie
Administrativement, Nikkeby fait partie de la kommune de Skjervøy.